# Ignacio Pérez
Ignacio Pérez Sierra, né le 19 décembre 1934 à Medellín en Colombie et décédé le 16 novembre 2009 dans la même ville, est un joueur de football international colombien, qui évoluait au poste de milieu de terrain.

## Biographie

### Carrière en club
Avec le club de Santa Fe, il remporte un titre de champion de Colombie.

### Carrière en sélection
Avec l'équipe de Colombie, il joue 3 matchs (pour aucun but inscrit) entre 1961 et 1962[réf. nécessaire]. 
Il figure dans le groupe des sélectionnés lors de la Coupe du monde de 1962. Il ne joue aucun match lors de la phase finale de cette compétition. Il joue toutefois 2 matchs comptant pour les tours préliminaires de celle-ci.

## Palmarès
Santa Fe
- Championnat de Colombie (1) :
  - Champion : 1966.